# Novodevitjekirkegården
55°43′29″N 37°33′15″Ø / 55.72472°N 37.55417°Ø
Novodevitjekirkegården (russisk: Новоде́вичье кла́дбище, Novodevitje kladbisjtje) er den mest berømte kirkegård i Moskva. Den ligger ved siden af den sydlige mur til Novodevitjijklostet fra det 16. århundrede, som er byens tredjemest besøgte turistseværdighed. Den bør ikke forveksles med kirkegården af samme navn i Sankt Petersborg.

## Historie
Kirkegården blev udformet af Ivan Masjkov og indviet i 1898. Dens vigtighed stammer fra 1930'erne, da begravelsespladserne ved middelalderklostrene Simonov, Danilov og Donskoj blev udpeget til sløjfning. Kun Donskoj overlevede stalintiden nogenlunde intakt. Mange kendte russere, som var begravet andre steder, som Nikolaj Gogol og Sergej Aksakov, blev gravet op og genbegravet på Novodevitjekirkegården.
En nekropolis fra det 19. århundrede inden for klostrets mure, som omfattede 2.000 grave for den russiske adel og universitetsprofessorer, blev også rekonstrueret. Størstedelen af gravene blev ødelagt. På dette tidspunkt blev Anton Tjekhovs rester ført uden for klostermurene. Hans grav udgjorde kernen i "kirsebærhaven" - et område af kirkegården, som huser gravene for Konstantin Stanislavskij og de førende skuespillere i hans selskab.

## Begravelser
I Sovjetunionen var begravelse på Novodevitjekirkegården det næstmest prestigefulde, kun overgået af begravelse i Kremlmurens nekropolis. Blandt de sovjetiske ledere var det kun Nikita Khrusjtjov, der blev begravet på Novodevitjekirkegården frem for på den Røde Plads. Siden Sovjetunionens fald anvendes Kremlmuren ikke længere til begravelser, og Novodevitjekirkegården anvendes nu kun til de mest symbolsk vigtige begravelser. For eksempel blev Ruslands første præsident, Boris Jeltsin, begravet her i april 2007.
I dag er der på kirkegården grave for russiske forfattere, musikere og poeter, og også for berømte skuespillere, politiske ledere og videnskabsfolk. Mere end 27.000 personer er begravet på Novodevitjekirkegården. Der er ikke megen plads tilbage til flere begravelser. En ny national kirkegård er under opførelse i Mytisjtji nord for Moskva.
Kirkegården har en parklignende struktur med små kapeller og store skulpturmonumenter. Den er inddelt i de gamle områder 1-4, nyere områder 5-8 og de nyeste områder 9-11. 

## Kendte gravpladser
- Mikhail Bulgakov
- Sergej Prokofjev
- Anton Tjekhov